# Даниъл Макфадън
Даниъл Макфадън (на английски: Daniel McFadden) е известен американски икономист, работещ в областта на иконометрията.
През 2000 г. получава, заедно с Джеймс Хекман, Наградата за икономически науки на Шведската банка в памет на Алфред Нобел за своите изследвания в областта на дискретния избор.